# 日本映画名作ドラマ
『日本映画名作ドラマ』（にほんえいがめいさくドラマ）は、1963年7月7日から1964年8月30日までNET系列が編成していたNETテレビ（現・テレビ朝日）製作のテレビドラマ放送枠である。塩野義製薬の一社提供。全61回。編成時間は毎週日曜 22:00 - 23:00 （日本標準時）。
劇場公開された過去の日本映画を、1時間の単発ドラマにリメイクした上で放送していた。

## 放送作品一覧

### 1963年
1. お嬢さんカンパイ!（7月7日）
2. 人情紙風船（7月14日）
3. 暢気眼鏡（7月21日）
4. また逢う日まで（7月28日）
5. 二人だけの橋（8月4日）
6. 大阪の宿（8月11日）
7. 貸間あり（8月18日）
8. 仇討選手（8月25日）
9. 子供の目（9月1日）
10. 涙（9月8日）
11. 顔（9月15日）
12. 鯉名の銀平（9月22日）
13. 浅草の灯（9月29日）
14. 息子の縁談（10月6日）
15. 山の音（10月13日）
16. 素浪人忠弥（10月20日）
17. 帰郷（10月27日）
18. 猟銃（11月3日）
19. 人生のお荷物（11月10日）
20. 女中っ子（11月17日）
21. 昨日と今の間（11月24日）
22. 花と竜（12月1日）
23. 張込み（12月8日）
24. 娘の縁談（12月15日）
25. 人工庭園（12月22日）
26. 山と川のある町（12月29日）

### 1964年
1. 浮草（1月5日）
2. 黒い森の盛装（1月12日）
3. 嫁ぐ日まで（1月19日）
4. 渇き（1月26日）
5. 銀婚旅行（2月2日）
6. 西陣の姉妹（2月9日）
7. 下宿の娘（2月16日）
8. 雪たたき（2月23日）
9. 鶯（3月1日）
10. 青春会議（3月8日）
11. わが恋の墓標（3月15日）
12. 二丁目の角の物語（3月22日）
13. 愛の谷間（3月29日）
14. 二人の目撃者（4月5日）
15. 母と娘たち（4月12日）
16. 鰯雲（4月19日）
17. 喪われた街（4月26日）
18. 晩鐘（5月3日）
19. 伊都子の結婚（5月10日）
20. 待ちぼうけさん（5月17日）
21. 他人のこと（5月24日）
22. 天衣無縫（5月31日）
23. 母の歳月（6月7日）
24. 切ない人（6月14日）
25. 通り雨（6月21日）
26. 浮島の娘たち（6月28日）
27. 貰いっ子（7月5日）
28. 愛は海よりも深く（7月12日）
29. ひとすじの涙（7月19日）
30. 郷野の鐘（7月26日）
31. 真夜中の顔（8月2日）
32. 年々歳々（8月9日）
33. 母子草（8月16日）
34. 踊り子（8月23日）
35. わが町（8月30日）